# 4388 Jurgenstock

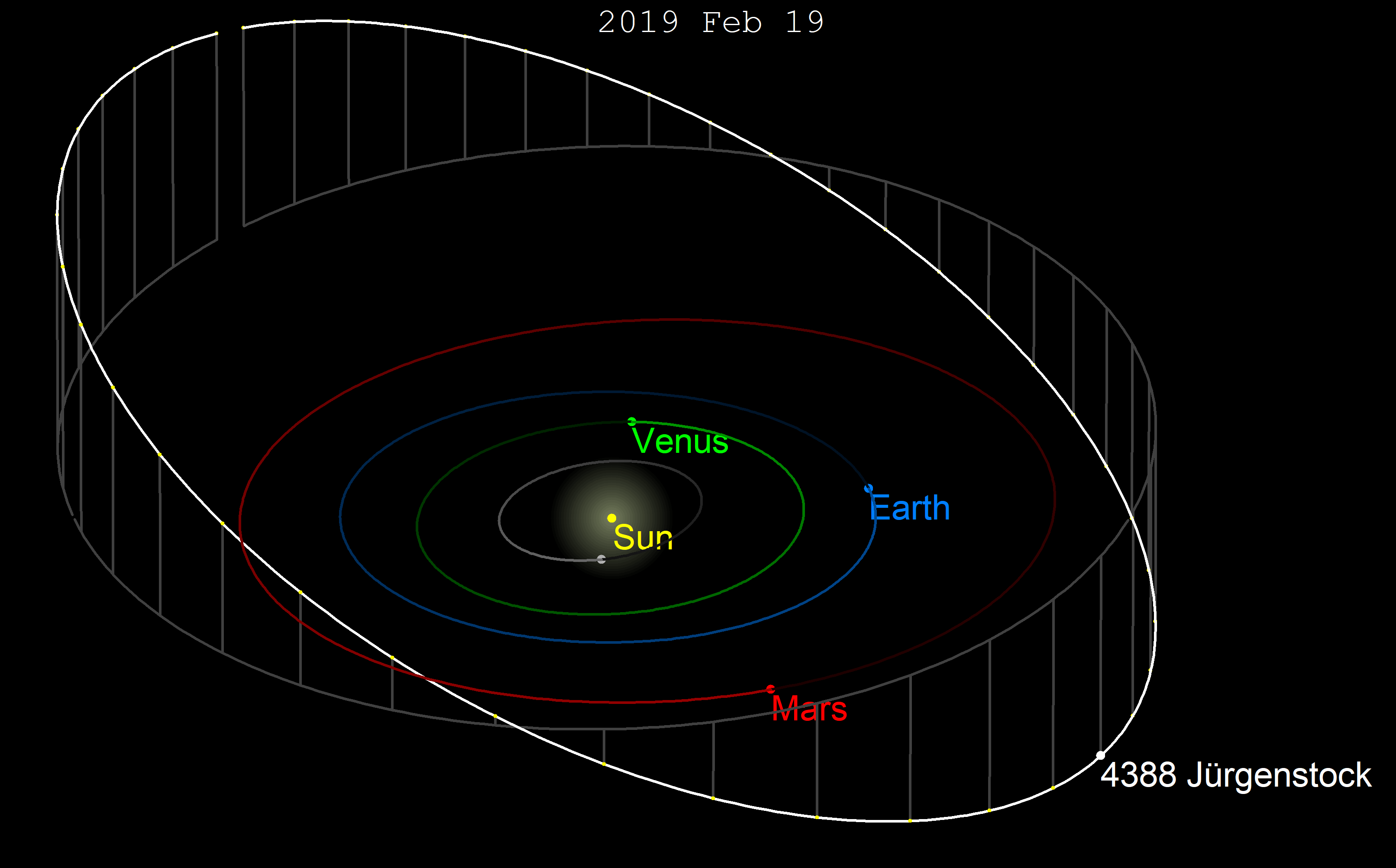
4388 Jurgenstock

4388 Jurgenstock eller 1964 VE är en asteroid i huvudbältet, som upptäcktes 3 november 1964 av Indiana Asteroid Program vid Indiana University Bloomington med Goethe Link Observatory. Asteroiden har fått sitt namn efter astronomen Jürgen Stock.
Asteroiden har en diameter på ungefär 4 kilometer.